# Nuoto ai campionati mondiali di nuoto 2023 - Staffetta 4x100 metri stile libero femminile
La gara di nuoto della staffetta 4x100 metri stile libero femminile dei campionati mondiali di nuoto 2022 è stata disputata il 23 luglio 2023 presso il Marine Messe Fukuoka di Fukuoka. Vi hanno preso parte 18 squadre nazionali.
La competizione è stata vinta dalla squadra australiana, formata da Mollie O'Callaghan, Emma McKeon, Meg Harris e Shayna Jack, mentre l'argento e il bronzo sono andati rispettivamente alla squadra statunitense, formata da Gretchen Walsh, Abbey Weitzeil , Kate Douglass e Olivia Smoliga, e a quella cinese, formata da Cheng Yujie, Yang Junxuan, Wu Qingfeng e Zhang Yufei.

## Podio
| Posizione | Nazione     | Atleti                                                                                   |
| --------- | ----------- | ---------------------------------------------------------------------------------------- |
| Oro       | Australia   | Mollie O'Callaghan Shayna Jack Meg Harris Emma McKeon Madison Wilson* Brianna Throssell* |
| Argento   | Stati Uniti | Gretchen Walsh Abbey Weitzeil Olivia Smoliga Kate Douglass Torri Huske* Maxine Parker*   |
| Bronzo    | Cina        | Cheng Yujie Yang Junxuan Wu Qingfeng Zhang Yufei Ai Yanhan* Zhu Menghui*                 |

* Indica i nuotatori che hanno preso parte solo alle batterie

## Programma
| Data           | Ora (UTC+9) | Turno    |
| -------------- | ----------- | -------- |
| 23 luglio 2023 | 13:03       | Batterie |
| 23 luglio 2023 | 21:32       | Finale   |

## Record
Prima della competizione il record del mondo e il record dei campionati erano i seguenti:
| Record mondiale       | 3'29"69 | Australia Bronte Campbell (53"01) Meg Harris (53"09) Emma McKeon (51"35) Cate Campbell (52"24)        | 25 luglio 2021 Tokyo, Giappone        |
| Record dei campionati | 3'30"21 | Australia Bronte Campbell (52"85) Brianna Throssell (53"34) Emma McKeon (52"57) Cate Campbell (51"45) | 21 luglio 2019 Gwangju, Corea del Sud |

Durante la competizione è stato battuto il seguente record:
| Data      | Evento | Atleta                                                                                | Nazione   | Tempo   | Record          |
| --------- | ------ | ------------------------------------------------------------------------------------- | --------- | ------- | --------------- |
| 23 luglio | Finale | Mollie O'Callaghan (52"08) Shayna Jack (51"69) Meg Harris (52"29) Emma McKeon (51"90) | Australia | 3'27"96 | Record mondiale |

## Risultati

### Batterie
| Pos. | Batteria | Corsia | Nazione       | Atleti | Tempo   | Note             |
| ---- | -------- | ------ | ------------- | --- | ------- | ---------------- |
| 1    | 2        | 4      | Australia     | Shayna Jack (52"28) Brianna Throssell (53"95) Meg Harris (52"55) Madison Wilson (52"74)                             | 3'31"52 | Q                |
| 2    | 2        | 5      | Stati Uniti   | Torri Huske (53"55) Olivia Smoliga (52"91) Maxine Parker (54"34) Abbey Weitzeil (52"54)                             | 3'33"34 | Q                |
| 3    | 2        | 6      | Paesi Bassi   | Kim Busch (54"66) Milou van Wijk (54"84) Sam van Nunen (53"87) Marrit Steenbergen (52"13)                           | 3'35"50 | Q                |
| 4    | 2        | 3      | Gran Bretagna | Anna Hopkin (54"10) Lucy Hope (53"79) Abbie Wood (54"64) Freya Anderson (53"45)                                     | 3'35"98 | Q                |
| 5    | 1        | 5      | Cina          | Yang Junxuan (54"20) Ai Yanhan (54"09) Zhu Menghui (54"56) Wu Qingfeng (53"41)                                      | 3'36"26 | Q                |
| 6    | 1        | 3      | Svezia        | Sarah Sjöström (52"89) Michelle Coleman (53"20) Sara Junevik (54"96) Sofia Åstedt (55"24)                           | 3'36"29 | Q                |
| 7    | 1        | 4      | Canada        | Margaret MacNeil (53"77) Mary-Sophie Harvey (53"99) Katerine Savard (54"47) Taylor Ruck (54"16)                     | 3'36"39 | Q                |
| 8    | 2        | 8      | Giappone      | Rikako Ikee (54"51) Nagisa Ikemoto (53"96) Yume Jinno (55"02) Rio Shirai (54"22)                                    | 3'37"71 | Q                |
| 9    | 1        | 6      | Italia        | Chiara Tarantino (54"95) Costanza Cocconcelli (54"14) Emma Virginia Menicucci (54"50) Sofia Morini (54"34)          | 3'37"93 |                  |
| 10   | 2        | 7      | Francia       | Béryl Gastaldello (54"50) Lison Nowaczyk (54"36) Mary-Ambre Moluh (55"05) Assia Touati (54"61)                      | 3'38"52 |                  |
| 11   | 2        | 2      | Brasile       | Ana Carolina Vieira (54"46) Stephanie Balduccini (53"92) Celine Souza Bispo (55"20) Giovanna Diamante (55"41)       | 3'38"99 |                  |
| 12   | 1        | 9      | Hong Kong     | Camille Cheng (56"05) Siobhán Haughey (52"09) Tam Hoi Lam (55"36) Stephanie Au (55"93)                              | 3'39"93 | Record nazionale |
| 13   | 1        | 2      | Ungheria      | Petra Senánszky (55"10) Dóra Molnár (55"41) Lilla Minna Ábrahám (54"38) Nikolett Pádár (55"13)                      | 3'40"02 |                  |
| 14   | 1        | 0      | Danimarca     | Signe Bro (55"39) Julie Kepp Jensen (54"58) Emilie Beckmann (55"75) Helena Rosendahl Bach (55"49)                   | 3'41"21 |                  |
| 15   | 1        | 8      | Irlanda       | Mona McSharry (55"98) Danielle Hill (55"51) Erin Riordan (55"50) Victoria Catterson (54"76)                         | 3'41"75 |                  |
| 16   | 2        | 1      | Spagna        | Carmen Weiler (55"58) Ainhoa Campabadal (54"98) África Zamorano (55"61) Paula Juste (56"36)                         | 3'42"53 |                  |
| 17   | 1        | 7      | Sudafrica     | Aimee Canny (54"95) Emma Chelius (56"28) Milla Drakopoulos (57"85) Trinity Hearne (56"46)                           | 3'45"54 |                  |
| 18   | 2        | 0      | Thailandia    | Kamonchanok Kwanmuang (57"70) Saovanee Boonamphai (59"86) Phiangkhwan Pawapotako (1'01"10) Jenjira Srisaard (58"18) | 3'56"84 |                  |
| -    | 2        | 9      | Messico       | | -       | dns              |
| -    | 1        | 1      | Singapore     | | -       | dns              |

### Finale
| Pos.    | Corsia | Nazione       | Atleti                                                                                          | Tempo   | Note |
| ------- | ------ | ------------- | ----------------------------------------------------------------------------------------------- | ------- | ---- |
| Oro     | 4      | Australia     | Mollie O'Callaghan (52"08) Shayna Jack (51"69) Meg Harris (52"29) Emma McKeon (51"90)           | 3'27"96 |      |
| Argento | 5      | Stati Uniti   | Gretchen Walsh (54"06) Abbey Weitzeil (52"71) Olivia Smoliga (52"88) Kate Douglass (52"28)      | 3'31"93 |      |
| Bronzo  | 2      | Cina          | Cheng Yujie (53"39) Yang Junxuan (53"53) Wu Qingfeng (52"64) Zhang Yufei (52"74)                | 3'32"40 |      |
| 4       | 6      | Gran Bretagna | Anna Hopkin (53"67) Lucy Hope (53"53) Abbie Wood (54"19) Freya Anderson (52"51)                 | 3'33"90 |      |
| 5       | 7      | Svezia        | Sarah Sjöström (52"24) Michelle Coleman (53"11) Sara Junevik (54"71) Louise Hansson (54"11)     | 3'34"17 |      |
| 6       | 3      | Paesi Bassi   | Kim Busch (55"05) Sam van Nunen (54"13) Milou van Wijk (54"39) Marrit Steenbergen (51"84)       | 3'35"41 |      |
| 7       | 1      | Canada        | Summer McIntosh (54"99) Margaret MacNeil (53"07) Mary-Sophie Harvey (54"57) Taylor Ruck (53"99) | 3'36"62 |      |
| 8       | 8      | Giappone      | Rikako Ikee (55"09) Nagisa Ikemoto (53"62) Yume Jinno (55"26) Rio Shirai (54"64)                | 3'38"61 |      |